# Costes de Guerra
Costes de Guerra (en inglés Costs of War) es un estudio realizado por el Instituto Watson para Estudios Internacionales de la Universidad Brown para analizar el coste de las guerras en Irak, Afganistán y Pakistán.
Codirigido por Catherine Lutz y Neta C. Crawford, el estudio reunió a más de 20 expertos para analizar el coste de las guerras, tanto en vidas como en términos económicos, y concluye que la contabilidad del Congreso de Estados Unidos y el Pentágono ha sido «opaca y negligente».

## En cifras
En términos humanos, los cálculos «extremadamente conservadores» del estudio cifran las muertes en 225.000 personas, con 365.000 personas heridas. Asimismo, el informe habla de 7,8 millones de refugiados.
La estimación económica más baja es 3,7 billones de dólares, pero el estudio lo cifra hasta $4,4 billones, aunque habrá que añadir $1 billón en intereses hasta 2020.